# Turrisblanda
Turrisblanda (łac. Turreblandensis) – stolica historycznej diecezji we Cesarstwie rzymskim w prowincji Byzacena. Współcześnie w Tunezji. Obecnie katolickie biskupstwo tytularne. Turrisblanda to biskupstwo tytularne obejmowane dotychczas wyłącznie przez polskich biskupów pomocniczych.

## Biskupi tytularni
| Lp. | Biskup         | Funkcja                     | Od                | Do           |
| --- | -------------- | --------------------------- | ----------------- | ------------ |
| 1   | Jan Pietraszko | biskup pomocniczy krakowski | 23 listopada 1962 | 2 marca 1988 |
| 2   | Jan Szkodoń    | biskup pomocniczy krakowski | 14 maja 1988      |              |